# Asura fuscifera
Asura fuscifera là một loài bướm đêm thuộc phân họ Arctiinae, họ Erebidae.